# Tappingdämpfer
Ein Tappingdämpfer ist ein mechanisches Zubehörteil, was sich hauptsächlich an Musiker mit elektrischen Gitarren wendet. Eine dort – insbesondere nach der Ära des Rockmusikers E. Van Halen – häufig gespielte Technik ist das sogenannte Tapping, wobei linke und rechte Hand auf dem Griffbrett spezielle, meist schnelle, Kombinationen von Aufschlags- und Abzugsbindungen spielen. Durch die ungewöhnliche Lage der rechten Hand (für die Spieler von Linkshändergitarren gilt das hier gesagte „spiegelverkehrt“) ist es mit herkömmlichen Techniken nicht möglich, leere Saiten zu dämpfen. Ebendieses Dämpfen von leeren (nicht getappten) Saiten ist aber wichtig, denn leere Saiten sind in der Lage, sich aufzuschwingen, da praktisch mit mehreren Fingern auf das Griffbrett geklopft wird. Wenn die leeren Saiten nun tonal nicht zu dem betreffenden Tapping-Lick oder Tapping-Riff passen, entsteht ein unschönes Störgeräusch.

## Funktion des Tappingdämpfers
Der Tappingdämpfer wird grundsätzlich im Bereich des 1. Bundes am Sattel der Gitarre und nicht am Steg angebracht. Durch eine stoffartige Oberfläche, die mit sanftem Druck am Übergang von Gitarrengriffbrett zu Gitarrenkopf auf den Saiten aufliegt, hindert er diese am „Aufschaukeln“. Da die meisten Tappingriffs gegriffene Noten, nicht aber leere Saiten beinhalten, entsteht durch die Verwendung des Tappingdämpfers nur selten ein klanglicher Nachteil, viel mehr überwiegen die Vorteile.

## Bauarten des Tappingdämpfers
- Die simpelste Form des Tappingdämpfers ist ein elastisches Haargummi, welches sonst z. B. zum Binden einer Ponyfrisur genommen wird. Es kann vom Bereich „behind the nut“ im Spielfluss leicht über den 1. Bund geschoben werden. Nachteilig ist hier die problematische Verwendung auf Gitarren mit Vibratosystemen der sogenannten Floating-Bauart, da der Sattel zwecks Verhinderung schnellen Verstimmens die Saiten zumeist mit relativ hoch aufragenden Inbus-Zylinderkopf-Schrauben sichert.
- Der Tappingdämpfer im Sinne von Jennifer Batten: Hier ist im Kopfbereich ein Gelenk angebracht, an dessen einem Ausleger eine kleine Filzmatte angebracht ist, die auf die Saiten geschwenkt wird, sobald man die Spielart Tapping ausführen will. Nachteilig kann hier sein, dass eine irreparable Manipulation des Materials des Kopfes erfolgen muss.
- Eine weitere einfache Dämpfart ist das Umwickeln des Bereichs des 1. Gitarrenbundes mit einer Socke; die Dämpffunktion ist hier analog zu Punkt 1 und 2.

## Tappingdämpfer mit der Hand simulieren
- Einige virtuose Gitarristen spielen – anstelle klassischen Tappings – komplexe Legatofiguren allein mit der linken Hand (auch hier wieder auf Rechtshänder bezogen). Das ist zwar streng genommen noch kein Tapping, kann aber klanglich sehr nahe liegen. Aus Gründen des Showeffekts wird nun die rechte Picking-Hand über den linken Greifarm gekreuzt und als Barré-Griff von der tiefen zur hohen E-Saite gehend auf Bund 1 mit leichtem Druck abgedämpft.